# Begonia maculata
Begonia maculata, известна и като бегония на точки (maculata означава „на петна“), е вид цъфтящо растение от семейство Бегониеви, родом от Югоизточна Бразилия. То расте естествено в тропическите гори на Атлантическия океан, с потвърдени случаи в бразилските щати Еспирито Санто и Рио де Жанейро. Въведено е в Мексико, Куба, Доминиканската република и Аржентина.

## Описание
Begonia maculata има зелени продълговати листа със сребристи точки. Долната страна на листата е червено-лилава. Растението отглежда бели цветове в гроздове с жълти центрове на едно стъбло. Най-добрите условия за размножаване на Begonia maculata са ярка, непряка светлина и вода, излята точно под повърхността на почвата, когато тя изглежда суха на допир. Използвайте филтрирана вода или дъждовна вода. Изисква по-малко вода, но по-често от другите тропически растения.

## Галерия
- Младо листо
- Лист със сребристи „напръскани“ точки
- Клонка с женски цветове
- Катерещ се розов сорт с мъжки цветове (отгоре и отдолу) и женски цветове (помежду им)